# Болл, Джон Маклауд
Джон Маклауд Болл (англ. John Macleod Ball; род. 19 мая 1948, Фарнем, Великобритания) — британский математик. Sedleian Professor of Natural Philosophy Оксфордского университета, член Эдинбургского (1980) и Лондонского (1989) королевских обществ, иностранный член Французской АН (2000). Рыцарь с 2006 года.

## Биография
В 1966-1969 годах учился в кембриджском колледже Сейнт Джон, а в 1969-1972 годах занимался в школе прикладных наук Сассекского университета, в котором в 1972 году получил степень доктора философии, впоследствии стал его почётным доктором (2000).
С 1972 года постдок в Университете Хериота-Уатта, с 1974 года там же преподаватель, в 1982—1996 годах профессор, впоследствии и его почётный доктор (1998).
С 1996 года Sedleian Professor of Natural Philosophy Оксфордского университета и фелло оксфордского Куинз-колледжа. В 1996—1998 годах президент Лондонского математического общества, а в 2003—2006 годах — Международного математического союза. В 1998 году член наградного комитета Филдсовской премии, а в 2003/2004 годах — первого состава комитета Абелевской премии. C 2012 года член исполнительного совета Международного совета по науке. Член Европейской академии (2008), иностранный член Норвежской академии наук и литературы (2007), фелло Американского математического общества, почётный член Эдинбургского математического общества (2008). Женат, трое детей.
Почётный доктор Эдинбургского университета и университета Пьера и Марии Кюри (2010).
Удостоен почётной степени Федеральной политехнической школы Лозанны (1992).

## Награды и отличия
- Sir Edmund Whittaker Memorial Prize[англ.] (1981)
- Премия Уайтхеда (1982)
- Премия Кита Королевского общества Эдинбурга (1990)
- Naylor Prize and Lectureship[англ.] Лондонского математического общества (1995)
- Премия Теодора фон Кармана, Общество промышленной и прикладной математики (1999)
- David Crighton Medal (2003)
- Королевская медаль Королевского общества Эдинбурга (2006)
- Медаль Сильвестра Лондонского королевского общества (2009)
- Лекция Джона фон Неймана, Общество промышленной и прикладной математики (2012)
- Международная премия короля Фейсала (2018)
- Leonardo da Vinci Award, European Academy of Sciences[англ.] (2018)